# Diecéze métská
Diecéze métská (lat. Diocesis Metensis, franc. Diocèse de Metz) je francouzská římskokatolická diecéze. Leží na území departementu Moselle, jehož hranice přesně kopíruje. Sídlo biskupství i katedrála Saint-Étienne de Metz se nachází v Métách. Diecéze není součástí žádné církevní provincie, je přímo podřízená Svatému stolci. Métský biskup je jmenován francouzským prezidentem na základě návrhu od papeže, dle místního práva v Alsasku-Lotrinsku.

## Historie
Biskupství bylo v Métách založeno v průběhu 3. století. V době starého režimu ve Francii byla diecéze součástí provincie Trojbiskupství (franc. Trois-Évêchés) až do velké francouzské revoluce.
V důsledku konkordátu z roku 1801 bylo 29. listopadu 1801 bulou papeže Pia VII. Qui Christi Domini zrušeno velké množství francouzských diecézí, mezi nimi také remešská arcidiecéze, jejíž území bylo včleněno do diecéze Meaux a métské diecéze; k obnovení remešské arcidiecéze došlo 6. října 1822.

## Exemptní biskupství
Métské biskupství není součástí žádné církevní provincie, je přímo podřízeno Svatému stolci (exemptní, neboli vyňaté), stejně jako štrasburské arcibiskupství (pouze tato dvě biskupství jsou v rámci metropolitní Francie) a diecéze Saint-Denis-de-La Réunion (v rámci zámořské Francie). Na území diecéze platí Alsasko-Lotrinské místní právo, na základě kterého jmenuje métské biskupy (a štrasburské arcibiskupy) francouzský prezident na návrh papeže.

## Sídelní biskup
V letech 629 - 646 byl biskupem Goerik Metský (svatořečený).
Od 27. září 2013 je diecézním biskupem Mons. Jean-Christophe André Robert Lagleize.